# Список плазунів Болгарії
У цьому списку наведені всі види плазунів, які трапляються на території Болгарії, а також такі, які викликають сумніви щодо їхнього проживання в країні, та ті, реєстрація яких вважається випадковістю. Термінологія наведена відповідно до списку плазунів Європи від Європейської герпетологічної спілки (лат. Societas Europaea Herpetologica), або просто SEH.
Загалом підтверджено проживання 37 видів (16 видів змій, 16 видів ящірок та 5 видів черепах), 24 родів, 13 родин та 2 рядів рептилій. Один вид ящірок — Anguis colchica, або колхідська — до 2010 року вважався підвидом Anguis fragilis; те ж саме стосується одного виду черепах — Mauremys rivulata, який з 2001 року більше не вважається підвидом Mauremys caspica та змії Malpolon insignitus, яка набула статусу окремого виду в 2006 році Таксономічні зміни також торкнулися геконів — Mediodactylus danilewskii більше не входить до видового комплексу Mediodactylus kotschyi, а також ящірок — Lacerta diplochondrodes виокремлена з видового комплексу Lacerta trilineata. Два види гадюк — Vipera ursinii та Vipera aspis — вважаються регіонально зниклими. Ще два види морських черепах — Caretta caretta та Chelonia mydas — не мешкають у Чорному морі, а ті випадки, коли вони запливали у його акваторію і їх реєстрували поблизу чи на берегах Болгарії, вважаються випадковістю. Такі види плазунів, як Montivipera xanthina, Hemidactylus turcicus та Eremias arguta, ще не були зареєстровані в Болгарії, однак мешкають поблизу її кордонів і тому теоретично можуть траплятися на її території.
Поширеність різних видів на теренах Болгарії неоднакова. Так, якщо Natrix natrix, Coronella austriaca чи Zamenis longissimus можна зустріти по всій території країни, то Platyceps collaris трапляється лише в окремих районах південно-східної Болгарії, а Telescopus fallax — лише в долині річки Струма.
Серед основних причин, які впливають на популяцію плазунів та їхній ареал, є потреби сільського господарства, урбанізація та розвиток інфраструктури (будівництво доріг, колій).

## Список

### Легенда
Такі теги використані для позначення охоронного статусу кожного виду за оцінками Європейського Червоного списку та МСОП:
| EN | Endangered      | Знаходиться під загрозою       |
| VU | Vulnerable      | Уразливий                      |
| NT | Near Threatened | Близький до загрозливого стану |
| LC | Least Concern   | В найменшій загрозі            |

Для більшості плазунів наведений їх статус у ЄЧС (виділений жирним шрифтом – VU, EN, LC). Якщо європейський статус відсутній, то наведено глобальний (звичайним шрифтом – VU, LC, NT). Якщо і такий статус відсутній, то в клітинці стоїть прочерк («-»). Під українською вернакулярною назвою рептилій наведена локальна вернакулярна назва (у випадку Болгарії— болгарською), якщо така існує.

### Плазуни

#### Підтверджені плазуни
| Українська назва/Локальна назва                             | Біноміальна назва                                             | Родина        | Ряд        | Статус ЄЧС/МСОП | Ареал проживання | Зображення | Виноски                 |
| ----------------------------------------------------------- | ------------------------------------------------------------- | ------------- | ---------- | --------------- | --- | ---------- | ----------------------- |
| Веретільниця ламка (болг. Обикновен слепок)                 | Anguis fragilis Linnaues, 1758                                | Anguidae      | Squamata   | LC              | Поширена по всій країні, від морського узбережжя до гірських місцевостей (на висотах до 1 км). Зазвичай трапляється в гірських лісах, часом на відкритих ділянках |            | [ 6 ] [ 7 ] [ 8 ]       |
| Веретільниця східна (болг. Колхидски слепок)                | Anguis colchica (Nordmann, 1840)                              | Anguidae      | Squamata   | -               | Спорадично в північній, східній, центральній та південно-східній Болгарії. Біотопи, в яких трапляється, не відрізняються від таких, як у Anguis fragilis |            | [ 6 ] [ 2 ] [ 9 ]       |
| Жовтопуз безногий (болг. Жълтокоремник)                     | Pseudopus apodus (Pallas, 1775)                               | Anguidae      | Squamata   | LC              | Зустрічається в прибережних зонах Болгарії, переважно на південному сході. Менші популяції наявні в східних Родопах, долині Русенського Лому. Мешкає в чагарникових чи трав'янистих місцинах. У період посухи трапляється біля водойм                                                          |            | [ 10 ] [ 11 ] [ 12 ]    |
| Удавчик західний (болг. Пясъчна боа)                        | Eryx jaculus (Linnaeus, 1758)                                 | Boidae        | Squamata   | LC              | Трапляється в південно-західній Болгарії: підніжжя Західних Родопів, Східні Родопи. На півночі — біля Свіштова. Мешкає в посушливих кам'янистих біотопах з чагарниковою рослинністю та у піщаних місцинах.                                                                                     |            | [ 13 ] [ 14 ] [ 15 ]    |
| Мідянка звичайна (болг. Медянка)                            | Coronella austriaca Laurenti, 1768                            | Colubridae    | Squamata   | LC              | Трапляється по всій країні, крім невеликих низовин на півдні Болгарії; практично всі види біотопів: від лісів до степових ділянок. Частіше можна зустріти в горах, ніж на рівнинах |            | [ 16 ] [ 17 ] [ 18 ]    |
| Полоз жовточеревий (болг. Голям стрелец)                    | Dolichophis caspius (Gmelin, 1789)                            | Colubridae    | Squamata   | LC              | Зустрічається по всій країні, окрім високогірних районів Західної Болгарії. Віддає перевагу посушливим біотопам: чагарникам, кам'янистим схилам, карстам. Часто заповзає на ділянки, які використовують для сільськогосподарських потреб.                                                      |            | [ 19 ] [ 20 ] [ 21 ]    |
| Полоз сарматський (болг. Пъстър смок)                       | Elaphe sauromates (Pallas, 1811)                              | Colubridae    | Squamata   | LC              | Ця змія живе в південній Болгарії, на схід від Пазарджика. Також трапляється в долині Дунаю та поблизу Добруджі. Полюбляє степові райони та інші посушливі місцини з негустим лісом та кущами. Часом стрічається біля боліт та річок.                                                          |            | [ 22 ] [ 23 ] [ 24 ]    |
| Полоз чотирисмугий (болг. Ивичест смок)                     | Elaphe quatuorlineata (Lacépède, 1789)                        | Colubridae    | Squamata   | NT              | Південна частина долини Струми. Полюбляє посушливі кам'янисті біотопи з негустим лісом та чагарниковою рослинністю |            | [ 25 ] [ 26 ] [ 27 ]    |
| (болг. Черноврата стрелушка)                                | Platyceps collaris (Müller, 1878)                             | Colubridae    | Squamata   | LC              | Окремі невеликі популяції наявні біля узбережжя Чорного моря, поблизу Созополя. Мешкає в посушливих кам'янистих та скелястих біотопах з травою та кущами; може також траплятися поблизу водойм                                                                                                 |            | [ 28 ] [ 29 ] [ 30 ]    |
| Полоз оливковий (болг. Тънък стрелец)                       | Platyceps najadum (Eichwald, 1831)                            | Colubridae    | Squamata   | LC              | Трапляється в південно-західній Болгарії та в районі Родопів. Віддає перевагу посушливим кам'янистим або скелястим біотопам з травою та кущами. Також зустрічається в низькорослих негустих лісах.                                                                                             |            | [ 31 ] [ 32 ] [ 33 ]    |
| Котяча змія кавказька (болг. Котешка змия)                  | Telescopus fallax Fleischmann, 1831                           | Colubridae    | Squamata   | LC              | Трапляється в долині Струми. Віддає перевагу посушливим скелястим, кам'янистим або піщаним біотопам з чагарниковою рослинністю або негустим лісом |            | [ 34 ] [ 35 ] [ 36 ]    |
| Полоз ескулапів (болг. Смок мишкар)                         | Zamenis longissimus (Laurenti, 1768)                          | Colubridae    | Squamata   | LC              | Трапляється по всій країні на висоті до 2000 м над рівнем моря. Мешкає в різних біотопах: у вологих лісах, на луках, узліссях, скелях та карстах. Часто заповзає в населені пункти. |            | [ 37 ] [ 38 ] [ 39 ]    |
| Полоз леопардовий (болг. Леопардов смок)                    | Zamenis situla (Linnaeus, 1758)                               | Colubridae    | Squamata   | LC              | Трапляється в південній частині долини Струми, біля підніжжя Західних Родопів, подекуди на південному узбережжі Чорного моря. Полюбляє посушливі скелясті та кам'янисті біотопи з чагарниковою рослинністю та травою. Також зустрічається у вологих лісах                                      |            | [ 40 ] [ 41 ] [ 42 ]    |
| Гекон кримський                                             | Mediodactylus danilewskii (Strauch, 1870)                     | Gekkonidae    | Squamata   | —               | Спорадично можна зустріти на півдні та сході Болгарії. Є синантропним видом, хоча є й дикі популяції поблизу Варни, Пловдива, Приморсько, на Зміїному острові та поблизу Созополя. |            | [ 43 ] [ 44 ]           |
| Гекон середземноморський (болг. Балкански гекон)            | Mediodactylus kotschyi (Steindachner, 1870)                   | Gekkonidae    | Squamata   | LC              | Опісля молекулярних досліджень низці підвидів M. kotschyi надано видового статусу. Присутність M. kotschyi в Болгарії однозначно підтверджена тільки на крайньому південному заході поблизу Північної Македонії, присутність в інших частинах вивчається.                                      |            | [ 43 ] [ 44 ] [ 45 ]    |
| Ящірка лучна (болг. Горски гущер)                           | Darevskia praticola (Eversmann, 1834)                         | Lacertidae    | Squamata   | NT              | Не трапляється в південно-західній частині країни. Мешкає в дубових, грабових та букових лісах, а також на добре освітлених місцевостях — луках, узліссях, берегах річок. |            | [ 46 ] [ 47 ] [ 48 ]    |
| Ящірка прудка (болг. Ливаден гущер)                         | Lacerta agilis Linnaues, 1758                                 | Lacertidae    | Squamata   | LC              | Ареал фрагментований. Зустрічається в гірській місцевості в західній, центральній, південно-західній частинах. Окремі популяції мешкають біля Чорного моря і кордону з Румунією. Оселяється на скелястих, трав'янистих (інколи чагарникових) ділянках у горах на різних висотах.               |            | [ 49 ] [ 50 ] [ 51 ]    |
|                                                             | Lacerta diplochondrodes Wettstein, 1952                       | Lacertidae    | Squamata   | —               | Зустрічається в східній та південно-східній Болгарії (Верхньофракійська низовина, Родопи, долина Дунаю, долина Камчії, узбережжя Чорного моря). Віддає перевагу посушливим місцевостям (чагарники, узлісся, скелясті місцевості).                                                              |            | [ 52 ] [ 53 ]           |
| Ящірка трисмуга (болг. Ивичест гущер)                       | Lacerta trilineata Bedriaga, 1886                             | Lacertidae    | Squamata   | LC              | До надання L. diplochondrodes видового статусу, ареал L. trilineata займав усе чорноморське узбережжя, південь та південний захід. Опісля таксономічних змін на L. trilineata можна натрапити на заході та південному заході країни.                                                           |            | [ 52 ] [ 54 ] [ 55 ]    |
| Ящірка зелена (болг. Зелен гущер)                           | Lacerta viridis (Laurenti, 1768)                              | Lacertidae    | Squamata   | LC              | Уся країна, окрім району Странджа. Мешкає в посушливих біотопах з чагарниками, на узліссях, в скелястих місцевостях. Також ця ящірка заходить в ліс. |            | [ 56 ] [ 57 ] [ 58 ]    |
| Змієголівка струнка (болг. Змиеок гущер)                    | Ophisops elegans Ménétriés, 1832                              | Lacertidae    | Squamata   | LC              | Відомо про дві ізольовані популяції: одна біля Мезека, друга в долині річок Бяла та Луда. Віддає перевагу посушливим скелястим місцевостям з бідною рослинністю |            | [ 59 ] [ 60 ] [ 61 ]    |
| Стінна ящірка Ерхарда (болг. Македонски гущер)              | Podarcis erhardii (Bedriaga, 1882)                            | Lacertidae    | Squamata   | LC              | Зустрічається в південно-західній Болгарії (Східні Родопи). Особливо полюбляє посушливі біотопи (скелі, піщані ділянки, кам'янисті береги річок); іноді трапляється в населених пунктах. |            | [ 62 ] [ 63 ] [ 64 ]    |
| Ящірка мурова (болг. Стенен гущер)                          | Podarcis muralis (Laurenti, 1768)                             | Lacertidae    | Squamata   | LC              | Популяції нерівномірно розкидані по всій країні (є місцевості Верхньофракійської низовини, Добруджі та долини Дунаю, де ящірка не зустрічається). Віддає перевагу скелястим та кам'янистим біотопам. Часом трапляється в населених пунктах.                                                    |            | [ 65 ] [ 66 ] [ 67 ]    |
| Ящірка кримська (болг. Кримски гущер)                       | Podarcis tauricus (Pallas, 1814)                              | Lacertidae    | Squamata   | LC              | Трапляється по всій країні за винятком високогірних ділянок західної Болгарії. Живе в посушливих біотопах: чагарниках, скелястих місцевостях, піщаних морських узбережжях |            | [ 68 ] [ 69 ] [ 70 ]    |
| Ящірка живородна (болг. Живороден гущер)                    | Zootoca vivipara (Lichstein, 1823)                            | Lacertidae    | Squamata   | LC              | Західні та центральні Балкани, Вітоша, Рила, Пірин, західні Родопи та Осоговська Планина на висоті від 1200 м до 2900 м. Віддає перевагу вологим лукам та болотам у букових та хвойних лісах. Також трапляється в субальпійському поясі.                                                       |            | [ 71 ] [ 72 ] [ 73 ]    |
| (болг. Вдлъбнаточел смок)                                   | Malpolon insignitus (Geoffroy Saint-Hilaire, 1809)            | Lamprophiidae | Squamata   | LC              | Зустрічається в південно-західній Болгарії, у районі Родопів, у районі Странджа та поблизу узбережжя Чорного моря. Проживає в посушливих біотопах з чагарниковою рослинністю або негустим лісом                                                                                                |            | [ 74 ] [ 4 ] [ 75 ]     |
| Вуж звичайний (болг. Обикновена водна змия)                 | Natrix natrix (Linnaues, 1758)                                | Natricidae    | Squamata   | LC              | Зустрічається по всій території країни. Проживає у вологих біотопах: поблизу боліт, річок, ставів, особливо в заростях очерету чи іншої рослинності |            | [ 76 ] [ 77 ] [ 78 ]    |
| Вуж водяний (болг. Сива водна змия)                         | Natrix tessellata (Laurenti, 1768)                            | Natricidae    | Squamata   | LC              | Трапляється по всій країні. Мешкає у водоймах (болота, озера, річки, ставки) та поблизу них. |            | [ 79 ] [ 80 ] [ 81 ]    |
| Гологолов європейський (болг. Късокрак гущер)               | Ablepharus kitaibelii (Bibron et Bory de Saint-Vincent, 1833) | Scincidae     | Squamata   | LC              | Трапляється спорадично по всій країні, окрім деяких місцин в південно-західній Болгарії. Мешкає на галявинах, узліссях; зазвичай не живе в знеліснених рівнинних місцевостях, хоча адаптувався до таких умов у західній Болгарії                                                               |            | [ 82 ] [ 83 ] [ 84 ]    |
| Сліпун червоподібний (болг. Червейница)                     | Xerotyphlops vermicularis (Merrem, 1820)                      | Typhlopidae   | Squamata   | LC              | Зустрічається в південно-східній Болгарії: Східні Родопи, узбережжя Чорного моря. Мешкає у посушливих біотопах: скелі або схили з травою та кущами, піщані ділянки. |            | [ 85 ] [ 86 ] [ 87 ]    |
| Гадюка звичайна (болг. Усойница)                            | Vipera berus (Linnaues, 1758)                                 | Viperidae     | Squamata   | LC              | Зазвичай трапляється в гірських місцевостях Болгарії, на вологих луках та галявинах або в інших розріджених частинах лісу. |            | [ 88 ] [ 89 ] [ 90 ]    |
| Гадюка носата (болг. Пепелянка)                             | Vipera ammodytes (Linnaues, 1758)                             | Viperidae     | Squamata   | LC              | Трапляється по всій території Болгарії на скелястих, кам'янистих або карстових теренах. |            | [ 91 ] [ 92 ] [ 93 ]    |
| Черепаха болотна (болг. Обикновена блатна костенурка)       | Emys orbicularis (Linnaeus, 1758)                             | Emydidae      | Testudines | NT              | Можна зустріти по всій країні поблизу річок; мешкає в болотяних місцевостяхта водоймах зі слабкою течією. Також буває в солонуватих водоймах, особливо часто поблизу гребель чи ставків, де вирощують рибу                                                                                     |            | [ 94 ] [ 95 ] [ 96 ]    |
| Червоновуха черепаха звичайна (болг. Червеноуха костенурка) | Trachemys scripta (Thunberg in Schoepff, 1792)                | Emydidae      | Testudines | NA              | Трапляється у водоймах (ставки, озера, канали, річки зі слабкою течією) поблизу великих міст. |            | [ 97 ] [ 98 ]           |
| (болг. Каспийска блатна костенурка)                         | Mauremys rivulata (Valenciennes, 1833)                        | Geoemydidae   | Testudines | LC              | Трапляється на півдні Болгарії, поблизу кордону з Грецією, а саме біля річок Бяла, Луда, Арда, Мариця. Віддає перевагу річкам зі слабкою течією, болотам, ставкам, озерам |            | [ 99 ] [ 3 ] [ 100 ]    |
| Черепаха середземноморська (болг. Шипобедрена костенурка)   | Testudo graeca Linnaeus, 1758                                 | Testudinidae  | Testudines | VU              | Трапляється майже по всій країні, окрім височин на заході країни та на північний захід від лінії Нікопол-Главаці; зрідка — на просторах Верхньофракійської низовини. Мешкає в місцевостях з чагарниками або негустим лісом, інколи на узбережжях біля широколистяних лісів, степових ділянках. |            | [ 101 ] [ 102 ] [ 103 ] |
| Черепаха балканська (болг. Шипоопашата костенурка)          | Testudo hermanni Gmelin, 1789                                 | Testudinidae  | Testudines | NT              | Зустрічається майже по всій країні, особливо на півдні; не трапляється на заході Болгарії. Зрідка трапляється в північно-східній частині від лінії Балчик—Русе та у Верхньофракійській низовині. Мешкає в горбистих місцевостях з чагарниками або негустим лісом.                              |            | [ 104 ] [ 105 ] [ 106 ] |

#### Сумнівні та бродячі тварини
| Українська назва/Локальна назва                          | Біноміальна назва                      | Родина      | Ряд        | Статус МСОП | Пояснення | Зображення | Примітки        |
| -------------------------------------------------------- | -------------------------------------- | ----------- | ---------- | ----------- | --- | ---------- | --------------- |
| Гекон турецький (болг. Средиземноморски гекон)           | Hemidactylus turcicus (Linnaeus, 1758) | Gekkonidae  | Squamata   | LC          | Проживання в Болгарії не підтверджене; мешкає поблизу грецько-болгарського кордону.                                                                    |            | [ 107 ] [ 108 ] |
| Ящурка піщана (болг. Пясъчен гущер)                      | Eremias arguta (Pallas, 1773)          | Lacertidae  | Squamata   | NT          | Досі не описана в Болгарії, однак живе поряд з її кордонами в Північній Добруджі.                                                                      |            | [ 109 ] [ 110 ] |
| Гадюка малоазійська (болг. Малоазиатска отровница)       | Montivipera xanthina (Gray, 1849)      | Viperidae   | Squamata   | LC          | В Болгарії ще жодного разу не була описана, але така можливість існує, адже ця гадюка мешкає поблизу грецько-болгарського кордону.                     |            | [ 111 ] [ 112 ] |
| Гадюка аспідова (болг. Аспида)                           | Vipera aspis (Linnaeus, 1758)          | Viperidae   | Squamata   | LC          | Описано лише дві особини: одну описали на початку XX століття, а іншу – в 1933 році біля Харманли.                                                     |            | [ 113 ] [ 114 ] |
| Гадюка лучна (болг. Остромуцунеста усойница)             | Vipera ursinii (Bonaparte, 1835)       | Viperidae   | Squamata   | VU          | Знайдено лише дві особини: в Люліні та Шуменському плато. Опісля 1934 року на теренах Болгарії вид не реєструвався.                                    |            | [ 115 ] [ 116 ] |
| Каретта звичайна (болг. Карета)                          | Caretta caretta (Linnaues, 1758)       | Cheloniidae | Testudines | VU          | За весь період спостережень зафіксовано лише дві особини (в 1936 і 1947 роках) біля берегів Болгарії. Зазвичай у Чорне море ці черепахи не запливають. |            | [ 117 ] [ 118 ] |
| Морська черепаха зелена (болг. Зелена морска костенурка) | Chelonia mydas (Linnaues, 1758)        | Cheloniidae | Testudines | EN          | Єдиний випадок реєстрації в акваторії Болгарії трапився в 1898 році поблизу Созополя.                                                                  |            | [ 119 ] [ 120 ] |

## Виноски
1. 1 2  Jeroen Speybroeck, Wouter Beukema, Christophe Dufresnes, Uwe Fritz, Daniel Jablonski, Petros Lymberakis, Iñigo Martínez-Solano, Edoardo Razzetti, Melita Vamberger, Miguel Vences, Judit Vörös, Pierre-André Crochet (2020). Species list of the European herpetofauna – 2020 update by the Taxonomic Committee of the Societas Europaea Herpetologica. Amphibia-Reptilia (англ.): 1—51. doi:10.1163/15685381-bja10010. Архів оригіналу за 8 травня 2020. Процитовано 30 липня 2021.
2. 1 2  Tibor Sos (2010). Evaluating the accuracy of morphological traits used in Anguis (sub)species differentiation (PDF). Herpetologica Romanica. 4 (1): 29—44. Архів (PDF) оригіналу за 14 травня 2015. Процитовано 17 травня 2015.(англ.)
3. 1 2  van Dijk, P.P., Lymberakis, P., Ahmed Mohammed Mousa Disi, Ajtic, R., Tok, V., Ugurtas, I., Sevinç, M. & Haxhiu, I. Mauremys rivulata (англ.). МСОП. Архів оригіналу за 2 серпня 2015. Процитовано 4 червня 2015.
4. 1 2  Malpolon insignitus (англ.). Reptile Data Base. Архів оригіналу за 21 травня 2015. Процитовано 19 травня 2015.
5. ↑  Bulgaria's biodiversity at risk (PDF) (англ.). МСОП. Архів оригіналу (PDF) за 4 червня 2015. Процитовано 4 червня 2015.
6. 1 2  Бисерков, 2007, с. 89.
7. ↑  Anguis fragilis (англ.). Reptile Data Base. Архів оригіналу за 17 травня 2015. Процитовано 17 травня 2015.
8. ↑  Aram Agasyan, Aziz Avci, Boris Tuniyev, Jelka Crnobrnja Isailovic, Petros Lymberakis, Claes Andrén, Dan Cogalniceanu, John Wilkinson, Natalia Ananjeva, Nazan Üzüm, Nikolai Orlov, Richard Podloucky, Sako Tuniyev, Uğur Kaya, Hans Konrad Nettmann, Wolfgang Böhme, Bogoljub Sterijovski, Milan Vogrin, Claudia Corti, Valentin Pérez Mellado, Paulo Sá-Sousa, Marc Cheylan, Juan Pleguezuelos, Varol Tok, Roberto Sindaco, Bartosz Borczyk, Benedikt Schmidt. Anguis fragilis (англ.). МСОП. Архів оригіналу за 17 квітня 2016. Процитовано 13 жовтня 2015.
9. ↑  Загороднюк І., Коробченко М. Раритетна фауна Луганщини: хребетні
першочергової уваги. — Луганськ : ШИКО, 2014. — С. 82. — ISBN 978-966-492-282-8.
10. ↑  Бисерков, 2007, с. 90.
11. ↑  Pseudopus apodus (англ.). Reptile Data Base. Архів оригіналу за 17 травня 2015. Процитовано 17 травня 2015.
12. ↑  Aram Agasyan, Aziz Avci, Boris Tuniyev, Jelka Crnobrnja Isailovic, Petros Lymberakis, Claes Andrén, Dan Cogalniceanu, John Wilkinson, Natalia Ananjeva, Nazan Üzüm, Nikolai Orlov, Richard Podloucky, Sako Tuniyev, Uğur Kaya, Ahmad Mohammed Mousa Disi, Souad Hraoui-Bloquet, Riyad Sadek, Varol Tok, Ismail H. Ugurtas, Murat Sevinç, Idriz Haxhiu. Pseudopus apodus (англ.). МСОП. Архів оригіналу за 28 травня 2016. Процитовано 13 жовтня 2015.
13. ↑  Бисерков, 2007, с. 111.
14. ↑  Eryx jaculus (англ.). Reptile Data Base. Архів оригіналу за 19 травня 2015. Процитовано 19 травня 2015.
15. ↑  Aram Agasyan, Aziz Avci, Boris Tuniyev, Jelka Crnobrnja Isailovic, Petros Lymberakis, Claes Andrén, Dan Cogalniceanu, John Wilkinson, Natalia Ananjeva, Nazan Üzüm, Nikolai Orlov, Richard Podloucky, Sako Tuniyev, Uğur Kaya, Roberto Sindaco, Wolfgang Böhme, Philippe Geniez, Jose Antonio Mateo Miras, Yehudah Werner, Ahmad Mohammed Mousa Disi, Riyad Sadek, Ibrahim Baran, Petros Lymberakis, Rastko Ajtic, Bogoljub Sterijovski, Sherif Baha El Din, László Krecsák. Eryx jaculus (англ.). МСОП. Архів оригіналу за 8 грудня 2015. Процитовано 13 жовтня 2015.
16. ↑  Бисерков, 2007, с. 124.
17. ↑  Coronella austriaca (англ.). Reptile Data Base. Архів оригіналу за 19 травня 2015. Процитовано 19 травня 2015.
18. ↑  Jelka Crnobrnja Isailovic, Rastko Ajtic, Milan Vogrin, Claudia Corti, Valentin Pérez Mellado, Paulo Sá-Sousa, Marc Cheylan, Juan Pleguezuelos, Alexander Westerström, Cornelius C. De Haan, Varol Tok, Bartosz Borczyk, Bogoljub Sterijovski, Benedikt Schmidt. Coronella austriaca (англ.). МСОП. Архів оригіналу за 19 червня 2015. Процитовано 13 жовтня 2015.
19. ↑  Бисерков, 2007, с. 115.
20. ↑  Dolichophis caspius (англ.). Reptile Data Base. Архів оригіналу за 19 травня 2015. Процитовано 5 травня 2015.
21. ↑  Aram Agasyan, Aziz Avci, Boris Tuniyev, Jelka Crnobrnja Isailovic, Petros Lymberakis, Claes Andrén, Dan Cogalniceanu, John Wilkinson, Natalia Ananjeva, Nazan Üzüm, Nikolai Orlov, Richard Podloucky, Sako Tuniyev, Uğur Kaya, Wolfgang Böhme, Petros Lymberakis, Rastko Ajtic, Varol Tok, Ismail H. Ugurtas, Murat Sevinç, Pierre-André Crochet, Idriz Haxhiu, Bogoljub Sterijovski. Dolichophis caspius (англ.). МСОП. Архів оригіналу за 8 грудня 2015. Процитовано 13 жовтня 2015.
22. ↑  Бисерков, 2007, с. 122.
23. ↑  Elaphe sauromates (англ.). Reptile Data Base. Архів оригіналу за 19 травня 2015. Процитовано 19 травня 2015.
24. ↑  Aram Agasyan, Aziz Avci, Boris Tuniyev, Petros Lymberakis, Claes Andrén, Dan Cogalniceanu, John Wilkinson, Natalia Ananjeva, Nazan Üzüm, Nikolai Orlov, Richard Podloucky, Sako Tuniyev, Uğur Kaya, Wolfgang Böhme, Roberto Sindaco. Elaphe sauromates (англ.). МСОП. Архів оригіналу за 19 червня 2015. Процитовано 13 жовтня 2015.
25. ↑  Бисерков, 2007, с. 121.
26. ↑  Jelka Crnobrnja Isailovic, Rastko Ajtic, Milan Vogrin, Claudia Corti, Valentin Pérez Mellado, Paulo Sá-Sousa, Marc Cheylan, Juan M. Pleguezuelos, Petros Lymberakis, Roberto Sindaco, Antonio Romano, Dušan Jelić. Elaphe quatuorlineata (англ.). МСОП. Архів оригіналу за 13 травня 2016. Процитовано 31 травня 2015.
27. ↑  Elaphe quatuorlineata (англ.). Reptile Data Base. Архів оригіналу за 19 травня 2015. Процитовано 19 травня 2015.
28. ↑  Бисерков, 2007, с. 117.
29. ↑  Wolfgang Böhme, Varol Tok, Ismail H. Ugurtas, Murat Sevinç, Pierre-André Crochet, Riyad Sadek, Yakup Kaska, Yusuf Kumlutaş, Aziz Avci, Roberto Sindaco. Platyceps collaris (англ.). МСОП. Архів оригіналу за 31 серпня 2020. Процитовано 18 травня 2015.
30. ↑  Platyceps collaris (англ.). Reptile Data Base. Архів оригіналу за 18 травня 2015. Процитовано 18 травня 2015.
31. ↑  Бисерков, 2007, с. 116.
32. ↑  Petros Lymberakis, Rastko Ajtic, Varol Tok, Ismail H. Ugurtas, Murat Sevinç, Pierre-André Crochet, Ahmad Mohammed Mousa Disi, Souad Hraoui-Bloquet, Riyad Sadek, Idriz Haxhiu, Wolfgang Böhme, Aram Agasyan, Boris Tuniyev, Natalia Ananjeva, Nikolai Orlov. Platyceps najadum (англ.). МСОП. Архів оригіналу за 29 травня 2016. Процитовано 31 травня 2015.
33. ↑  Platyceps najadum (англ.). Reptile Data Base. Архів оригіналу за 19 травня 2015. Процитовано 19 травня 2015.
34. ↑  Бисерков, 2007, с. 128-129.
35. ↑  Aram Agasyan, Aziz Avci, Boris Tuniyev, Jelka Crnobrnja Isailovic, Petros Lymberakis, Claes Andrén, Dan Cogalniceanu, John Wilkinson, Natalia Ananjeva, Nazan Üzüm, Nikolai Orlov, Richard Podloucky, Sako Tuniyev, Uğur Kaya, Wolfgang Böhme, Rastko Ajtic, Varol Tok, Ismail H. Ugurtas, Murat Sevinç, Pierre-André Crochet, Ahmad Mohammed Mousa Disi, Souad Hraoui-Bloquet, Riyad Sadek, Yehudah Werner, Idriz Haxhiu. Telescopus fallax (англ.). МСОП. Архів оригіналу за 9 травня 2016. Процитовано 31 травня 2015.
36. ↑  Telescopus fallax (англ.). Reptile Data Base. Архів оригіналу за 19 травня 2015. Процитовано 19 травня 2015.
37. ↑  Бисерков, 2007, с. 119.
38. ↑  Aram Agasyan, Aziz Avci, Boris Tuniyev, Jelka Crnobrnja Isailovic, Petros Lymberakis, Claes Andrén, Dan Cogalniceanu, John Wilkinson, Natalia Ananjeva, Nazan Üzüm, Nikolai Orlov, Richard Podloucky, Sako Tuniyev, Uğur Kaya, Wolfgang Böhme, Rastko Ajtic, Milan Vogrin, Claudia Corti, Valentin Pérez Mellado, Paulo Sá-Sousa, Marc Cheylan, Juan Pleguezuelos, Bartosz Borczyk, Benedikt Schmidt, Andreas Meyer. Zamenis longissimus (англ.). МСОП. Архів оригіналу за 27 вересня 2015. Процитовано 28 квітня 2015.
39. ↑  Zamenis longissimus (англ.). Reptile Data Base. Архів оригіналу за 19 травня 2015. Процитовано 19 травня 2015.
40. ↑  Бисерков, 2007, с. 120.
41. ↑  Wolfgang Böhme, Petros Lymberakis, Rastko Ajtic, Varol Tok, Ismail H. Ugurtas, Murat Sevinç, Pierre-André Crochet, Claudia Corti, Idriz Haxhiu, Roberto Sindaco, Aziz Avci, Jelka Crnobrnja Isailovic, Yusuf Kumlutaş. Zamenis situla (англ.). МСОП. Архів оригіналу за 2 квітня 2016. Процитовано 31 травня 2015.
42. ↑  Zamenis situla (англ.). Reptile Data Base. Архів оригіналу за 19 травня 2015. Процитовано 19 травня 2015.
43. 1 2  Бисерков, 2007, с. 84.
44. 1 2  Panayiota Kotsakiozia, Daniel Jablonski, Çetin Ilgaz, Yusuf Kumlutaş, Aziz Avcı, Shai Meiri, Yuval Itescu, Oleg Kukushkin, Václav Gvoždík, Giovanni Scillitani, Stephanos A. Roussos, David Jandzik, Panagiotis Kasapidis, Petros Lymberakis, Nikos Poulakakis (2018). Multilocus phylogeny and coalescent species delimitation in Kotschy's gecko, Mediodactylus kotschyi: Hidden diversity and cryptic species. Molecular Phylogenetics and Evolution. 125: 177—187. doi:10.1016/j.ympev.2018.03.022.
45. ↑  Wolfgang Böhme, Petros Lymberakis, Rastko Ajtic, Ahmad Mohammed Mousa Disi, Yehudah Werner, Varol Tok, Ismail H. Ugurtas, Murat Sevinç, Souad Hraoui-Bloquet, Riyad Sadek, Pierre-André Crochet, Idriz Haxhiu, Claudia Corti, Roberto Sindaco, Yakup Kaska, Yusuf Kumlutaş, Aziz Avci, Nazan Üzüm, Can Yeniyurt, Ferdi Akarsu, Jelka Crnobrnja Isailovic. Mediodactylus kotschyi (англ.). МСОП. Архів оригіналу за 30 серпня 2017. Процитовано 4 червня 2015.
46. ↑  Бисерков, 2007, с. 91-92.
47. ↑  Aram Agasyan, Aziz Avci, Boris Tuniyev, Jelka Crnobrnja Isailovic, Petros Lymberakis, Claes Andrén, Dan Cogalniceanu, John Wilkinson, Natalia Ananjeva, Nazan Üzüm, Nikolai Orlov, Richard Podloucky, Sako Tuniyev, Uğur Kaya, Wolfgang Böhme, Rastko Ajtic, Varol Tok, Ismail H. Ugurtas, Murat Sevinç, Pierre-André Crochet, Hans Konrad Nettmann, László Krecsák. Darevskia praticola (англ.). МСОП. Архів оригіналу за 5 березня 2016. Процитовано 4 червня 2015.
48. ↑  Darevskia praticola (англ.). Reptile Data Base. Архів оригіналу за 21 травня 2015. Процитовано 21 травня 2015.
49. ↑  Бисерков, 2007, с. 93.
50. ↑  Agasyan, A., Avci, A., Tuniyev, B., Lymberakis, P., Andrén, C., Cogalniceanu, D., Wilkinson, J., Ananjeva, N., Üzüm, N., Orlov, N., Podloucky, R., Tuniyev, S., Kaya, U., Crnobrnja Isailovic, J., Vogrin, M., Corti, C., Pérez Mellado, V., Sá-Sousa, P., Cheylan, M., Pleguezuelos, J., Kyek, M., Westerström, A., Nettmann, H.K., Borczyk, B., Sterijovski, B. & Schmidt, B. Lacerta agilis (англ.). МСОП. Архів оригіналу за 27 вересня 2015. Процитовано 4 червня 2015.
51. ↑  Lacerta agilis (англ.). Reptile Data Base. Архів оригіналу за 21 травня 2015. Процитовано 21 травня 2015.
52. 1 2  Бисерков, 2007, с. 95.
53. ↑  Lacerta diplochondrodes (англ.). EuroLizards. Архів оригіналу за 16 травня 2020. Процитовано 31 липня 2021.
54. ↑  Wolfgang Böhme, Petros Lymberakis, Rastko Ajtic, Varol Tok, Ismail H. Ugurtas, Murat Sevinç, Pierre-André Crochet, Idriz Haxhiu, Hans Konrad Nettmann, Bogoljub Sterijovski, Yusuf Kumlutaş, Nazan Üzüm. Lacerta trilineata (англ.). МСОП. Архів оригіналу за 5 березня 2016. Процитовано 4 червня 2015.
55. ↑  Lacerta trilineata (англ.). EuroLizards. Архів оригіналу за 16 травня 2020. Процитовано 31 липня 2021.
56. ↑  Бисерков, 2007, с. 96-97.
57. ↑  Jelka Crnobrnja Isailovic, Milan Vogrin, Claudia Corti, Valentin Pérez Mellado, Paulo Sá-Sousa, Marc Cheylan, Juan Pleguezuelos, Hans Konrad Nettmann, Bogoljub Sterijovski, Petros Lymberakis, Richard Podloucky, Dan Cogalniceanu, Aziz Avci. Lacerta viridis (англ.). МСОП. Архів оригіналу за 4 жовтня 2015. Процитовано 4 травня 2015.
58. ↑  Lacerta viridis (англ.). Reptile Data Base. Архів оригіналу за 21 травня 2015. Процитовано 21 травня 2015.
59. ↑  Бисерков, 2007, с. 98.
60. ↑  Ophisops elegans (англ.). Reptile Data Base. Архів оригіналу за 21 травня 2015. Процитовано 21 травня 2015.
61. ↑  Petros Lymberakis, Aram Agasyan, Boris Tuniyev, Dan Cogalniceanu, John Wilkinson, Natalia Ananjeva, Nikolai Orlov, Pierre-André Crochet, Petros Lymberakis, Varol Tok, Ismail H. Ugurtas, Murat Sevinç, Yehudah Werner, Ahmad Mohammed Mousa Disi, Souad Hraoui-Bloquet, Riyad Sadek, Sherif Baha El Din. Ophisops elegans (англ.). МСОП. Архів оригіналу за 17 серпня 2016. Процитовано 13 жовтня 2015.
62. ↑  Бисерков, 2007, с. 99.
63. ↑  Petros Lymberakis, Jelka Crnobrnja Isailovic, Rastko Ajtic, Milan Vogrin, Wolfgang Böhme. Podarcis erhardii (англ.). МСОП. Архів оригіналу за 31 серпня 2020. Процитовано 4 червня 2015.
64. ↑  Podarcis erhardii (англ.). Reptile Data Base. Архів оригіналу за 21 травня 2015. Процитовано 21 травня 2015.
65. ↑  Бисерков, 2007, с. 101.
66. ↑  Wolfgang Böhme, Valentin Pérez-Mellado, Marc Cheylan, Hans Konrad Nettmann, László Krecsák, Bogoljub Sterijovski, Benedikt Schmidt, Petros Lymberakis, Richard Podloucky, Roberto Sindaco, Aziz Avci. Podarcis tauricus (англ.). МСОП. Архів оригіналу за 27 вересня 2015. Процитовано 4 червня 2015.
67. ↑  Podarcis muralis (англ.). Reptile Data Base. Архів оригіналу за 21 травня 2015. Процитовано 21 травня 2015.
68. ↑  Бисерков, 2007, с. 102.
69. ↑  Podarcis tauricus (англ.). Reptile Data Base. Архів оригіналу за 21 травня 2015. Процитовано 21 травня 2015.
70. ↑  Wolfgang Böhme, Petros Lymberakis, Rastko Ajtic, Varol Tok, Ismail H. Ugurtas, Murat Sevinç, Pierre-André Crochet, Idriz Haxhiu, László Krecsák, Bogoljub Sterijovski, Lymberakis, Jelka Crnobrnja Isailovic, Podloucky, Dan Cogalniceanu, Aziz Avci. Podarcis tauricus (англ.). МСОП. Архів оригіналу за 5 березня 2016. Процитовано 4 червня 2015.
71. ↑  Бисерков, 2007, с. 103.
72. ↑  Agasyan, A., Avci, A., Tuniyev, B., Crnobrnja Isailovic, J., Lymberakis, P., Andrén, Dan Cogalniceanu, C., Wilkinson, J., Ananjeva, N., Üzüm, N., Orlov, N., Podloucky, R., Tuniyev, S., Kaya, U., Böhme, W., Nettmann, H.K., Crnobrnja Isailovic, J., Joger, U., Cheylan, M., Pérez-Mellado, V., Borczyk, B., Sterijovski, B., Westerström, A. & Schmidt, B. Zootoca vivipara (англ.). МСОП. Архів оригіналу за 2 жовтня 2015. Процитовано 4 червня 2015.
73. ↑  Zootoca vivipara (англ.). Reptile Data Base. Архів оригіналу за 21 травня 2015. Процитовано 21 травня 2015.
74. ↑  Бисерков, 2007, с. 127.
75. ↑  Aram Agasyan, Aziz Avci, Boris Tuniyev, Petros Lymberakis, Claes Andrén, Dan Cogalniceanu, John Wilkinson, Natalia Ananjeva, Nazan Üzüm, Nikolai Orlov, Richard Podloucky, Sako Tuniyev, Uğur Kaya, Milan Vogrin, Sherif Baha El Din. Malpolon insignitus (англ.). МСОП. Архів оригіналу за 2 квітня 2016. Процитовано 13 жовтня 2015.
76. ↑  Бисерков, 2007, с. 125.
77. ↑  Aram Agasyan, Aziz Avci, Boris Tuniyev, Jelka Crnobrnja Isailovic, Petros Lymberakis, Claes Andrén, Dan Cogalniceanu, John Wilkinson, Natalia Ananjeva, Nazan Üzüm, Nikolai Orlov, Richard Podloucky, Sako Tuniyev, Uğur Kaya, Rastko Ajtic, Milan Vogrin, Claudia Corti, Valentin Pérez-Mellado, Paulo Sá-Sousa, Marc Cheylan, Juan Pleguezuelos, Bogoljub Sterijovski, Hans Konrad Nettmann, Cornelius C. De Haan, Bartosz Borczyk, Bogoljub Sterijovski, Benedikt Schmidt, Andreas Meyer. Natrix natrix (англ.). МСОП. Архів оригіналу за 27 вересня 2015. Процитовано 31 травня 2015.
78. ↑  Natrix natrix (англ.). Reptile Data Base. Архів оригіналу за 18 травня 2015. Процитовано 18 травня 2015.
79. ↑  Бисерков, 2007, с. 126.
80. ↑  Agasyan, A., Avci, A., Tuniyev, B., Isailovic, J.C., Lymberakis, P., Andrén, C., Cogalniceanu, D., Wilkinson, J., Ananjeva, N., Üzüm, N., Orlov, N., Podloucky, R., Tuniyev, S., Kaya, U., Ajtic, R., Vogrin M., Corti, C., Mellado, V.P., Sá-Sousa, P., Cheylan, M., Pleguezuelos, J., Baha El Din, S.M., Nettmann, H.K., De Haan, C.C., Sterijovski, B., Schmidt, B. & Meyer, A. Natrix tessellata (англ.). МСОП. Архів оригіналу за 22 грудня 2015. Процитовано 31 травня 2015.
81. ↑  Natrix tessellata (англ.). Reptile Data Base. Архів оригіналу за 18 травня 2015. Процитовано 18 травня 2015.
82. ↑  Бисерков, 2007, с. 87.
83. ↑  Wolfgang Böhme, Petros Lymberakis, Rastko Ajtic, Varol Tok, Ismail H. Ugurtas, Murat Sevinç, Pierre-André Crochet, Idriz Haxhiu, Bogoljub Sterijovski, László Krecsák, Jelka Crnobrnja Isailovic, Yakup Kaska, Yusuf Kumlutaş, Aziz Avci, Dušan Jelić. Ablepharus kitaibelii (англ.). МСОП. Архів оригіналу за 22 грудня 2015. Процитовано 4 червня 2015.
84. ↑  Ablepharus kitaibelii (англ.). Reptile Data Base. Архів оригіналу за 19 травня 2015. Процитовано 19 травня 2015.
85. ↑  Бисерков, 2007, с. 109.
86. ↑  Xerotyphlops vermicularis (англ.). Reptile Data Base. Архів оригіналу за 19 травня 2015. Процитовано 19 травня 2015.
87. ↑  Aram Agasyan, Aziz Avci, Boris Tuniyev, Jelka Crnobrnja Isailovic, Petros Lymberakis, Claes Andrén, Dan Cogalniceanu, John Wilkinson, Natalia Ananjeva, Nazan Üzüm, Nikolai Orlov, Richard Podloucky, Sako Tuniyev, Uğur Kaya, Rastko Ajtic, Varol Tok, Ismail H. Ugurtas, Murat Sevinç, Pierre-André Crochet, Ahmad Mohammed Mousa Disi, Souad Hraoui-Bloquet, Riyad Sadek, Yehudah Werner, Idriz Haxhiu, Sherif Baha El Din, Bogoljub Sterijovski, Wolfgang Böhme, Dušan Jelić. Typhlops vermicularis (англ.). МСОП. Архів оригіналу за 6 травня 2016. Процитовано 13 жовтня 2015.
88. ↑  Бисерков, 2007, с. 133.
89. ↑  Jelka Crnobrnja Isailovic, Milan Vogrin, Claudia Corti, Paulo Sá-Sousa, Marc Cheylan, Juan M. Pleguezuelos, Ljiljana Tomović, Bogoljub Sterijovski, Ulrich Joger, A. Westerström, Bartosz Borczyk, Benedikt Schmidt, Andreas Meyer, Roberto Sindaco, Dušan Jelić. Vipera berus (англ.). МСОП. Архів оригіналу за 31 липня 2015. Процитовано 31 травня 2015.
90. ↑  Vipera berus (англ.). Reptile Data Base. Архів оригіналу за 19 травня 2015. Процитовано 19 травня 2015.
91. ↑  Бисерков, 2007, с. 131.
92. ↑  Aram Agasyan, Aziz Avci, Boris Tuniyev, Jelka Crnobrnja Isailovic, Petros Lymberakis, Claes Andrén, Dan Cogalniceanu, John Wilkinson, Natalia Ananjeva, Nazan Üzüm, Nikolai Orlov, Richard Podloucky, Sako Tuniyev, Uğur Kaya, Roberto Sindaco, Wolfgang Böhme, Petros Lymberakis, Rastko Ajtic, Varol Tok, Ismail H. Ugurtas, Murat Sevinç, Ljiljana Tomović, Pierre-André Crochet, Idriz Haxhiu, Ulrich Joger, Bogoljub Sterijovski, Göran Nilson, Dušan Jelić. Vipera ammodytes (англ.). МСОП. Архів оригіналу за 8 грудня 2015. Процитовано 31 травня 2015.
93. ↑  Vipera ammodytes (англ.). Reptile Data Base. Архів оригіналу за 19 травня 2015. Процитовано 19 травня 2015.
94. ↑  Бисерков, 2007, с. 70.
95. ↑  van Dijk, P.P. & Sindaco, R. Emys orbicularis (англ.). МСОП. Архів оригіналу за 25 листопада 2015. Процитовано 4 червня 2015.
96. ↑  Emys orbicularis (англ.). Reptile Data Base. Архів оригіналу за 21 травня 2015. Процитовано 21 травня 2015.
97. ↑  Бисерков, 2007, с. 71-72.
98. ↑  Luca Luiselli (Institute for Development Ecology Conservation and Cooperation (IDECC)) (30 січня 2023). IUCN Red List of Threatened Species: Trachemys scripta. IUCN Red List of Threatened Species. Архів оригіналу за 9 квітня 2025.
99. ↑  Бисерков, 2007, с. 73.
100. ↑  Mauremys rivulata (англ.). Reptile Data Base. Архів оригіналу за 21 травня 2015. Процитовано 21 травня 2015.
101. ↑  Бисерков, 2007, с. 68.
102. ↑  van Dijk, P.P., Corti, C., Mellado, V.P. & Cheylan, M. Testudo graeca (англ.). Архів оригіналу за 17 липня 2017. Процитовано 4 червня 2015.
103. ↑  Testudo graeca (англ.). Reptile Data Base. Архів оригіналу за 21 травня 2015. Процитовано 21 травня 2015.
104. ↑  Бисерков, 2007, с. 67.
105. ↑  van Dijk, P.P., Corti, C., Mellado, V.P. & Cheylan, M. Testudo hermanni (англ.). МСОП. Архів оригіналу за 15 вересня 2015. Процитовано 4 червня 2015.
106. ↑  Testudo hermanni (англ.). Reptile Data Base. Архів оригіналу за 21 травня 2015. Процитовано 21 травня 2015.
107. ↑  Бисерков, 2007, с. 85.
108. ↑  Aram Agasyan, Aziz Avci, Boris Tuniyev, Jelka Crnobrnja Isailovic, Petros Lymberakis, Claes Andrén, Dan Cogalniceanu, John Wilkinson, Natalia Ananjeva, Nazan Üzüm, Nikolai Orlov, Richard Podloucky, Sako Tuniyev, Uğur Kaya, Milan Vogrin, Claudia Corti, Valentin Pérez Mellado, Paulo Sá-Sousa, Marc Cheylan, Juan Pleguezuelos, Sherif Baha El Din, C. Varol Tok. Hemidactylus turcicus (англ.). МСОП. Архів оригіналу за 4 жовтня 2015. Процитовано 4 червня 2015.
109. ↑  Бисерков, 2007, с. 104.
110. ↑  Aram Agasyan, Boris Tuniyev, Dan Cogalniceanu, John Wilkinson, Natalia Ananjeva, Nikolai Orlov. Eremias arguta (англ.). МСОП. Архів оригіналу за 19 червня 2015. Процитовано 13 жовтня 2015.
111. ↑  Бисерков, 2007, с. 136.
112. ↑  Wolfgang Böhme, Petros Lymberakis, Varol Tok, Ismail H. Ugurtas, Murat Sevinç, Pierre-André Crochet, Yakup Kaska, Yusuf Kumlutaş, Aziz Avci, Nazan Üzüm, Can Yeniyurt, Ferdi Akarsu. Vipera xanthina (англ.). МСОП. Архів оригіналу за 27 квітня 2017. Процитовано 4 червня 2015.
113. ↑  Бисерков, 2007, с. 135.
114. ↑  Claudia Corti, Juan M. Pleguezuelos, Valentin Pérez-Mellado, Rafael Marquez, Marc Cheylan, Philippe Geniez, Ulrich Joger, Hans Konrad Nettmann, Benedikt Schmidt, Andreas Meyer, Roberto Sindaco, Antonio Romano, Iñigo Martínez-Solano. Vipera aspis (англ.). МСОП. Архів оригіналу за 17 жовтня 2015. Процитовано 4 червня 2015.
115. ↑  Бисерков, 2007, с. 134.
116. ↑  Ulrich Joger, Jelka Crnobrnja Isailovic, Milan Vogrin, Claudia Corti, Bogoljub Sterijovski, Alexander Westerström, László Krecsák, Valentin Pérez Mellado, Paulo Sá-Sousa, Marc Cheylan, Juan M. Pleguezuelos, Roberto Sindaco. Vipera ursinii (англ.). МСОП. Архів оригіналу за 27 січня 2016. Процитовано 4 червня 2015.
117. ↑  Бисерков, 2007, с. 75.
118. ↑  Casale, P. & Tucker, A.D. Caretta caretta (англ.). МСОП. Архів оригіналу за 2 серпня 2015. Процитовано 9 квітня 2017.
119. ↑  Бисерков, 2007, с. 76.
120. ↑  Seminoff, J.A. (Southwest Fisheries Science Center, U.S.) 2004. Chelonia mydas (англ.). МСОП. Архів оригіналу за 2 серпня 2015. Процитовано 4 червня 2015.